# Суво Грло (Демир Хисар)
Суво Грло (мкд. Суво Грло) је насеље у Северној Македонији, у југозападном делу државе. Суво Грло припада општини Демир Хисар.

## Географија
Насеље Суво Грло је смештено у југозападном делу Северне Македоније. Од најближег већег града, Битоља, насеље је удаљено 40 km северозападно.
Суво Грло се налази у северном делу области Демир Хисар. Насеље је положено у горњем делу тока Црне реке, на првим падинама Бушева планина, која се издиже североисточно од насеља. Надморска висина насеља је приближно 710 метара.
Клима у насељу је планинска због знатне надморске висине.

## Становништво
По попису становништва из 2002. године Суво Грло је имало 8 становника.
Претежно становништво у насељу су етнички Македонци (84%).
Већинска вероисповест у насељу је православље.